# Jan I van Polanen

Wapen van Monster, afgeleid van het familiewapen Polanen uit de 13de eeuw

Jan I van Polanen (Wassenaar, 01 september 1282 – Monster, 26 september 1342) was vanaf 1326 pandheer van de Lek en vanaf 1339 pandheer van Breda. Hij is de stamvader van de zijtak-Polanen uit het huis Wassenaer. Hij woonde op het stamhuis Polanen bij Monster (Zuid-Holland).

## Biografie
Hij was de zoon van Filips III van Duivenvoorde. Misschien ten onrechte wordt als zijn moeder vaak opgegeven Elisabeth, vrouwe van Vianen, Elisabeth (Liesbeth) van Beusinchem - Vianen, geboren 17 maart 1250, overleden 21 oktober 1330, Gravin van Strijen en vrouwe van Polanen (1295-1307). Ze trouwde in 1290 in Leiden. 
Jan I van Polanen was een halfbroer van Filips' buitenechtelijke zoon Willem van Duivenvoorde. Jan wordt voor het eerst vermeld in een bron uit 1305.

### Heer van Polanen
Tussen 1307 en 1309 erfde Jan van Polanen van zijn vader het huis en goed te Polanen (Monster). Hij wist zijn bezit in het Westland uit te breiden met een molen te Monster (1311), met tienden aldaar (1322), en met tienden onder Delft, Maasland en Schipluiden (1324). Ook elders had hij bezittingen; zo verkreeg hij van Wouter van Haarlem het Broek te Zoeterwoude (tegenwoordig polderpark Cronesteyn bij Leiden).

### Ridder & baljuw
In 1328 was hij aanwezig bij de Slag bij Kassel onder de graaf van Vlaanderen (Lodewijk II van Nevers). In het jaar erop (in maart 1329) werd hij tot ridder geslagen.
Na het overlijden van zijn rijke halfbroer Willem van Duivenvoorde, erfde Jan I zijn burcht te Geertruidenberg.
Hij werd in 1331 tot baljuw van Woerden benoemd, in 1331 en 1336 baljuw van Rijnland, en in 1339 baljuw van Kennemerland en West-Friesland.

### Heer van Breda
Samen met zijn zoon Jan II van Polanen (1324–1378) pandde Jan I vanaf 9 december 1339 van hertog Jan III van Brabant de heerlijkheid Breda, waarvan zijn halfbroer Willem het vruchtgebruik kreeg. Zijn zoon Jan II van Polanen kocht de heerlijkheid Breda in 1353 en liet er het kasteel van Breda bouwen. Jan II van Polanen gaf ook opdracht om een muur op te trekken rond Breda om de stad te beschermen tegen aanvallers.
Jan I van Polanen overleed in 1342 en werd in de Grote Kerk te Breda begraven.

## Huwelijk en kinderen
Jan I van Polanen huwde in 1322 met Catharina van Brederode (ovl. 1372), dochter van Dirk II van Brederode (ovl. 1318), en is de overgrootvader van Johanna van Polanen. Ze kregen minstens vijf kinderen.
- Maria van Polanen (1323-1382), huwde eerst met Jan I van Montfoort en ten tweede met Gerard van Heemstede (1320-1375).
- Jan II van Polanen (1325-1378)
- Philips (of Filips) van Polanen (1328-1375), huwde Elisabeth van Made, was burggraaf tijdens het Beleg van Geertruidenberg (1351-1352) voor de Hoekse partij, was heer van Kapelle, Nieuwerkerk en Uyterniert.
- Dirk van Polanen heer van Asperen (- na 1394). Hij trouwde met Elburg van Asperen. Zij was een dochter van Otto II van Arkel-Asperen heer van Asperen en Hagestein en Aleid van Avesnes. Dirk was legerleider tijdens het beleg van Heemskerk (1358) en het beleg van Heusden (1358-59).
- Gerard van Polanen ( -1394), was heer van Berkel, door huwelijk met Luutgarde van der Horst, heer van Wulvenhorst.

## Titels
Heer van Strijen, Drimmelen, Polanen, Niervaart, Geertruidenberg, Castricum en Heemskerk.

Baljuw van Woerden, Rijnland, Kennemerland en Westfriesland